# Myrte van der Schoot
Myrte van der Schoot, född 16 april 2004, är en nederländsk friidrottare med specialisering på 400 meter.

## Karriär
Myrte van der Schoot ingick i det nederländska lag som tog guld på inomhus-VM 2024. Hon ingick också i det nederländska stafettlaget på 4x400 meter som kvalificerade sig till finalen och som sedan tog silver vid OS 2024.